# Aphaereta hararensis
Aphaereta hararensis (лат.) — вид очень мелких наездников-браконид рода Aphaereta из подсемейства Alysiinae (Braconidae). Эндемик Зимбабве (около Хараре).

## Описание
Мелкие наездники-бракониды, длина тела 3,3—3,4 мм, длина переднего крыла 3,2—3,3 мм. Усики 18-19-члениковые. Бёдра задней пары ног в 4,6 раза длиннее своей максимальной ширины. Основная окраска коричневая, скапус, ноги и яйцеклад жёлтые или светло-коричневые. Мандибулы простые, с 3 зубчиками, вентральный и диагональные кили жвал хорошо развиты; птеростигма переднего крыла узкая; RS+M в переднем крыле отсутствует; 2RS короче, чем 3RSa; первая субдискальная ячейка открытая.

## Систематика
Вид был описан в 2015 году по материалам из Зимбабве швейцарским энтомологом Франциско Хавьером Перисом-Фелипо (Francisco Javier Peris-Felipo; Базель, Швейцария). Относят к подсемейству Alysiinae.